# Croton chamelensis
Espèce
Classification APG II (2003)
Croton chamelensis est une espèce de plantes à fleurs du genre Croton et de la famille des Euphorbiaceae, présente au sud ouest du Mexique.